# Lett Vasutak

Lettország vasútvonalai

A Lett  Vasutak (rövidítve LDz, lettül Latvijas dzelzceļš) Lettország állami vasúttársasága. Több mint 12 400 alkalmazottja van. Az 1520 mm-es nyomtávú vonalak hossza 1933,8 km, a keskeny (750 mm-es) nyomtávú pályáké 33,4 km.

## Leányvállalatok

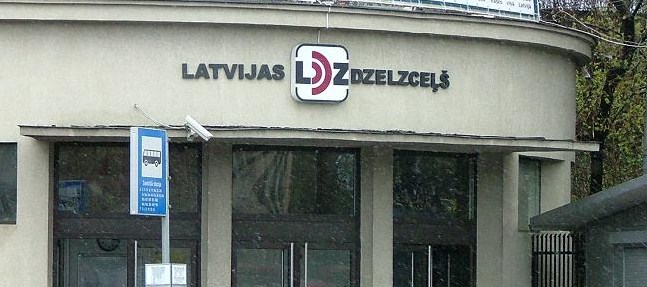
Az LDz logója egy állomáson

A  Lett Államvasutaknak hét leányvállalata van: 
- Pasažieru Vilciens - személyszállító vonatok
- Starptautiskie pasažieru pārvadājumi - nemzetközi személyszállító vonatok
- VRC Zasulauks - pályaépítés
- LDZ apsardze - biztonság
- LDz infrastruktūra - infrastruktúra
- LDz Cargo - teherszállítás
- LDz ritošā sastāva serviss - vasúti járművek  karbantartása

## Vasúti járművek

### Dízelmozdonyok
Teher
- LDz M62 – 33 mozdony
- LDz 2M62 – 40 mozdony
- LDz 2M62U – 30 mozdony
- LDz 2TE10M – 10 mozdony
- LDz 2TE10U – 14 mozdony

Személy
- LDz TEP70– 15 mozdony

Tolató
- LDz LDz ČME3 (ChME3) – 57 mozdony
- LDz TEM2 – 7 mozdony
- LDz TGK2 – 1 mozdony
- LDz TGM3 – 1 mozdony
- LDz TGM23 – 2 mozdony

### Villamos  motorvonat
- LDz M62 – 32 szerelvény
- LDz M62 – néhány  (ismeretlen)
- ER2M – 1 szerelvény

### Dízel motorvonat
- LDz DR1A – 31 szerelvény
- DR1AM – 10 szerelvény
- LDz AR2 (railbus) – 1 szerelvény (tárolt állomány)

## Vasúti kapcsolat más országokkal
Lettországank négy szomszédos országgal van azonos nyomtávú vasúti kapcsolata:
- Oroszország
- Litvánia
- Fehéroroszország
- Észtország

## Lásd még
- Lettország vasúti közlekedése